# Пятнистый луциан
Пятнистый луциан, или луциан Джона (лат. Lutjanus johnii), — вид лучепёрых рыб из семейства луциановых. Распространены в Индо-Тихоокеанской области. Максимальная длина тела 97 см.

## Описание
Тело веретенообразное, умеренно высокое, его высота укладывается 2,4—2,9 раза в стандартную длину тела. Рыло длинное и немного заострённое. Верхний профиль головы немного скошен. Рот большой. Предглазничная кость относительно широкая, её ширина равна или больше диаметра глаза. Предглазничные выемка и выпуклость развиты слабо. Есть зубы на сошнике, нёбе и языке; на сошнике расположены в форме полумесяца без срединного выступа в задней части. На первой жаберной дуге 17—18 жаберных тычинок, из них 11 на нижней части (включая рудиментарные). В спинном плавнике 10 жёстких и 13—14 мягких лучей. В анальном плавнике 3 жёстких и 8 мягких лучей. Задний край спинного и анального плавников закруглённый. В грудных плавниках 16—17 мягких лучей, окончания плавников доходят до анального отверстия. Хвостовой плавник усечённый или немного выемчатый. Над боковой линией ряды чешуй проходят параллельно к боковой линии.
Голова и верхняя половина тела обычно бронзового цвета с серебристым оттенком. Нижняя сторона головы и брюхо серебристо-белые. Центр чешуек часть с красновато-коричневым пятнышком, что создаёт видимость горизонтальных рядов по бокам тела. На спине выше боковой линии под передней частью основания мягкой части спинного плавника расположено большое круглое (больше диаметра глаза) чёрное пятно; иногда отсутствует у крупных особей.
Максимальная длина тела 97 см, обычно до 50 см; масса тела до 10,5 кг.

## Биология
Морские бентопелагические рыбы. Обитают у коралловых рифов на глубине от 1 до 80 м. Более многочисленны у глубоководных рифов в открытом море. Молодь встречается в манграх и эстуариях. Питаются рыбами и донными беспозвоночными. В состав рациона входят креветки, крабы, головоногие. Молодь питается преимущественно мелкими десятиногими ракообразными и мизидами. В Андаманском море нерестятся в сентябре. Максимальная продолжительность жизни 28 лет.

## Ареал
Широко распространены в Индо-Тихоокеанской области от восточного побережья Африки и Красного моря до Фиджи и Австралии и на север до островов Рюкю.

## Взаимодействие с человеком
Промысловая рыба. Ловят ярусами, ловушками и донными тралами. Реализуются в свежем и солёном виде. Международный союз охраны природы присвоил этому виду охранный статус «Вызывающий наименьшие опасения».